# Yxnanäs hembygdsförening

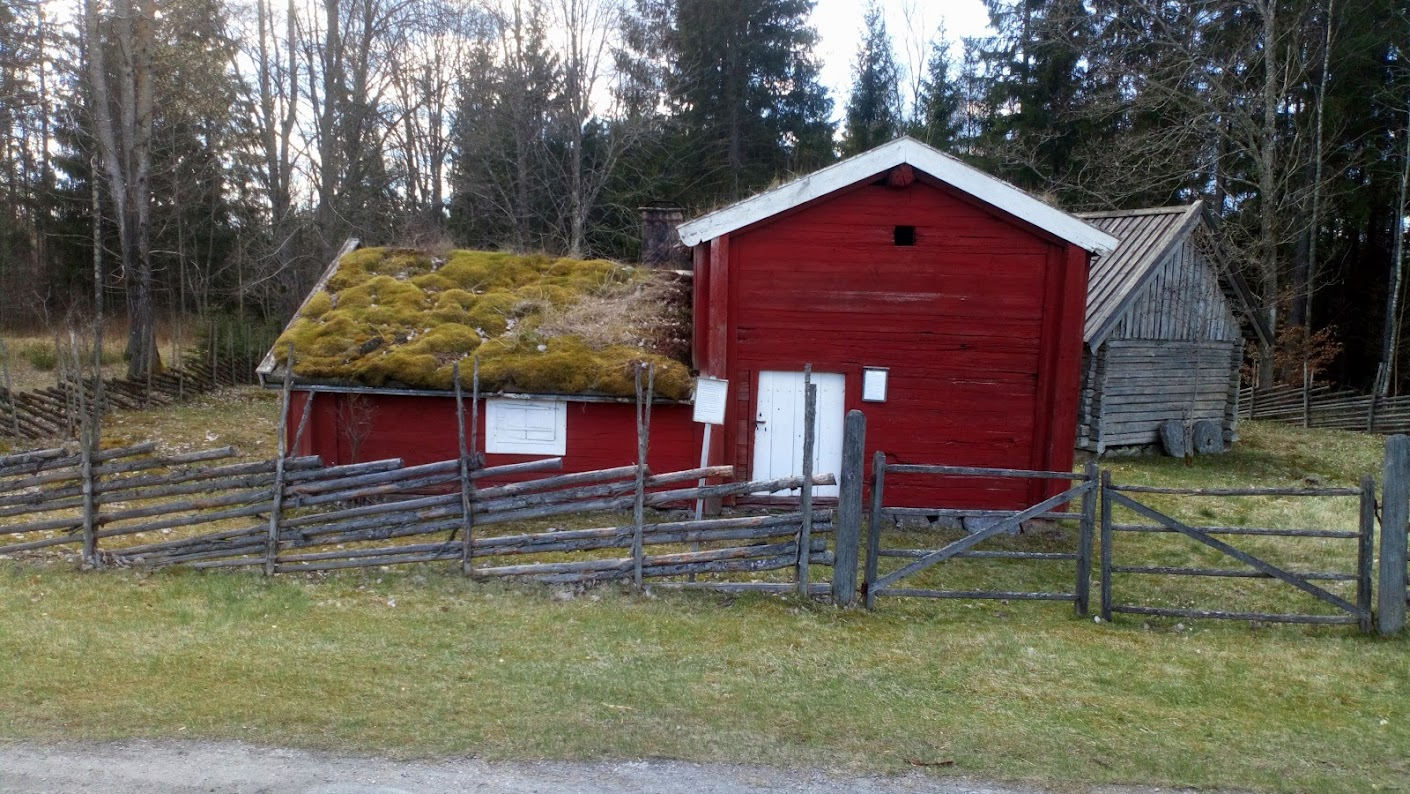
Yxnanäs hembygdsstuga 2021

Yxnanäs hembygdsförening bildades 1921. Föreningens mål var att verka för ett museum för hembygden kring Yxnanäs i Älmeboda socken. Föreningen bildades tidigt som en av de första i Kronobergs län.  C.A. Johansson var ordförande från dess start och till år 1966.

## Hembygdsstugan anskaffas 1921
Efter något sökande fann man en öde stuga kallad Aspetorpet på kommunens "fattiggårds" utmarker i Flishult. Den stugan inköptes för 35 kronor av Hjalmar Karlsson. Den gamla stugan kom från Flishult. Den plockades ner och transporterades till Yxnanäs med häst och vagn för att därefter byggas upp igen.  Det var en låg ryggåsstuga, samt en på tvären ställd byggnad med vind. Siste innehavaren, änkan Anna Maria Petersson, dog 1917 och stugan hade stått obebodd till 1921. Stugan var byggd på 1700-talet (på 1770-talet nämns den i husförhörsboken) men var väl bibehållen och endast ett fåtal timmerträn behövde bytas. Murstocken minskades då bakugnen inte återskapade, men i övrigt uppfördes stockstugan och spisar i ursprunglig stil av muraremästaren Alfred Bergstrand, Krusamåla. På sensommaren 1921 var stugan färdig och kunde invigas med en festlighet. Behållningen från invigningen blev hela 500 kr och bekostade stugans flyttning. 

## Älmeboda kyrkoruin renoveras 1924-1925
Älmeboda kyrkoruin från medeltiden  förföll efter att nya kyrkan byggdes och var en ruin, av vilken endast okonserverade murar av sten.  På 1920-talet förstod sockeninnevånarna  att här fanns ett minnesmärke att bevara och det krävdes en skyndsam restaurering. Det blev Yxnanäs Hembygdsförening med C.A. Johansson i ledningen som utförde restaureringsarbetet efter anvisningar från landsarkivarien. 

## Bolagssågen och brandstationen
Föreningen äger den gamla folkskolan, fornstugan, bolagssågen och brandstationen. Bo Johansson pratar sig varm för bolagssågen, som fått nytt liv tack vare bidrag från olika myndigheter, stiftelser och privata sponsorer. Det är en unik anläggning och vi är stolta över att kunna visa upp den med ångpanna och ångmaskin, säger Bo Johansson.
Bolagssågens historia: Ångtröskeförening köpte 1924 utrustning till ett sågverk. Som drivkraft för sågningen användes tröskbolagets transportabla ångmaskin. 1927 började man hyra ut sågverket.Sågverkets delägare beslutade 1941 att gemensamt driva sågverket. Under sågsäsongen arbetade 5-6 personer utöver ägarna på verket. Anläggningen skänktes till Yxnanäs Hembygdsförening 1975 som har förvaltat sågverksbyggnaden med inventarier som ångmaskin och sågens utrustning. Bevarandet av  Bolagssågen krävde att taket byttes och en delvis renovering av fasaden. Föreningen beviljades byggnadsvårdsbidrag från Länsstyrelsen i Kronobergs län. Bidraget berörde nytt tak av plannplåt men inte byte av panelbrädor, glasning av fönster och fogning av ångmaskinhuset.

## Hembygdssamlingar i Gamla skolan 1972

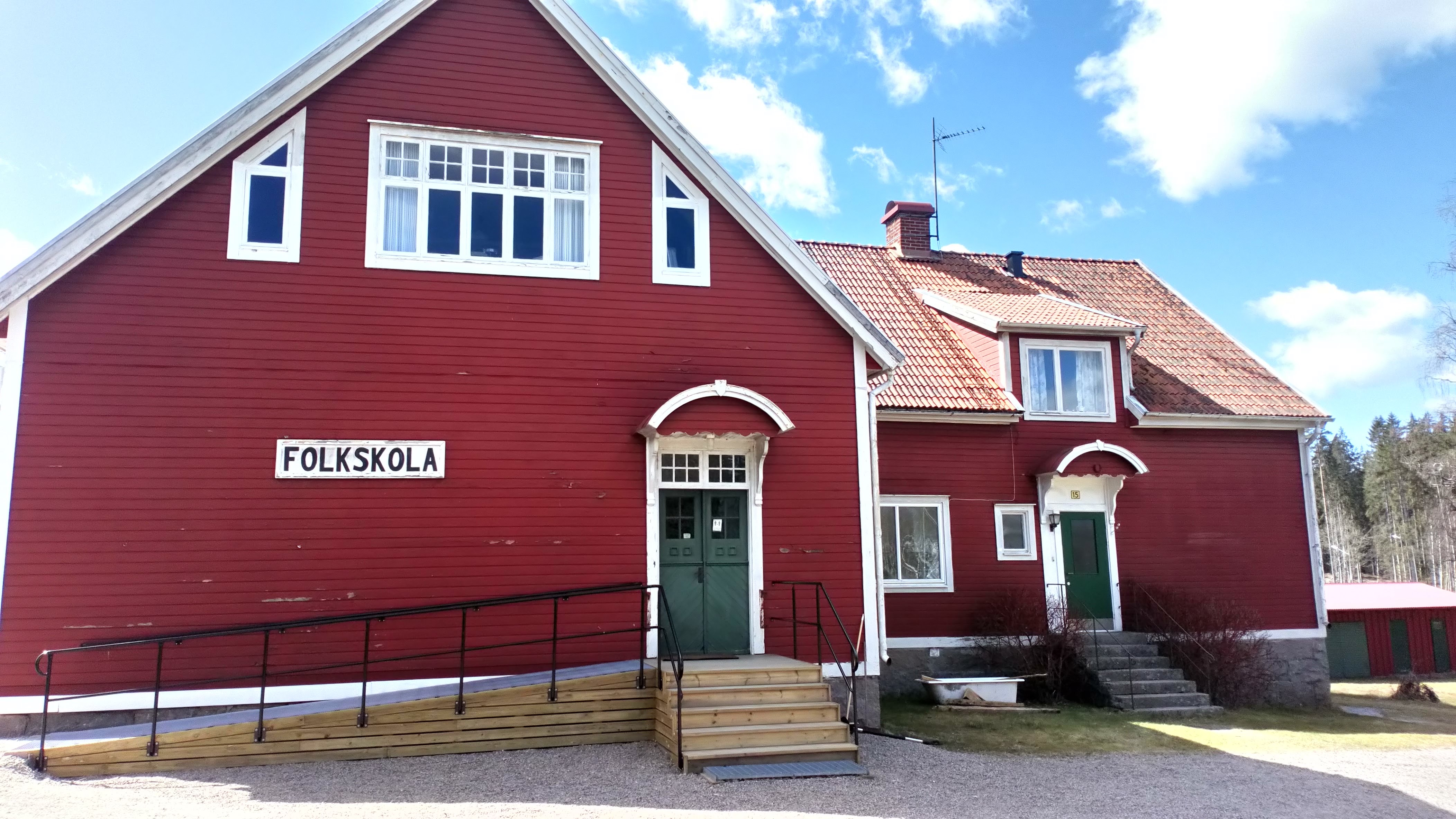
Yxnanäs hembygdsgård 23 april 2021

Gamla föremål fyllde snart den lilla stugan. Till bygden knutna redskap och nyttoföremål räddades undan förskingrande och ger nu en bild av förfädernas miljö och arbetsförhållande i den egna bygden. Samlingarna omfattar 1000-talet registrerade föremål, vilka numera även inrymmes i den gamla småskolans lärosal. 1972 köpte Yxnanäs Hembygdsförening gamla skolan med tillhörande tomt. I skolsalarna inryms numera föreningens samlingar av gamla föremål.. Samlingar omfattar föremål från stenåldern, genom hantverkseran och till våra dagars skolgång. Skolsalen används som samlingslokal och har kvar sin ursprungliga karaktär. I övriga rum och på vinden finns mycket välvårdade och intressanta föremål t ex hela inredningen från en lanthandel och en unik skivsamling.